# わし座イオタ星
わし座ι星（わしざイオタせい、ι Aquilae、ι Aql）は、わし座の恒星である。視等級は4.36で、肉眼でみることができる。ガイア衛星が測定した年周視差、4.6643ミリ秒から計算した地球からの距離は、およそ700光年である。

## 特徴
わし座ι星は、青白い色のB型巨星で、スペクトル型はB5 IIIとされている。質量は太陽の5倍程度、半径は太陽の10倍程度、光度は太陽の850倍程度、表面温度はおよそ13,500K、自転速度は71km/s以上、年齢はおよそ1億年と推定される。
エッゲンによれば、わし座ι星は、プレアデス運動星団の一員と考えられるが、宇宙望遠鏡科学研究所などの赤外線観測グループは、散在星に分類している。赤外線観測衛星IRASの観測から、わし座ι星の周りには残骸円盤が存在する可能性があるとされ、スピッツァー宇宙望遠鏡の観測によって、温度が479Kの塵が、月質量の0.03%程度存在すると見積もられた。

## 名称
アメリカのアマチュア博物学者アレンによれば、わし座ι星は、わし座λ星と共に、「2羽のダチョウ」を意味するアル・タリマイン（Al Thalīmain）という固有名も持つとされる。
中国では、わし座ι星は、右旗（拼音: Yòu Qí）という星官を、わし座μ星、わし座σ星、わし座δ星、わし座ν星、HD 184701、わし座42番星、わし座κ星、わし座56番星と共に形成する。わし座ι星自身は、右旗五（拼音: Yòu Qí wu）つまり右旗の5番星と呼ばれる。